# Aníbal González Espinoza
Aníbal Segundo González Espinoza (Central hidroeléctrica El Toro, Antuco, Chile, 13 de marzo de 1963), más conocido como "Tunga" González, es un exfutbolista profesional chileno que se desempeñaba como delantero. En su carrera militó en varios clubes de su país, además de Morelia y Monterrey en México. Es el segundo goleador histórico de O'Higgins con 118 goles y, junto a Raimundo Infante y Alberto Fouillioux, es uno de los goleadores de Universidad Católica en los clásicos universitarios, donde derrotó en 7 ocasiones la valla de Universidad de Chile.

## Trayectoria
Desde niño jugó al fútbol, en los lugares que vivió, primero en la central hidroeléctrica El Toro, con posterioridad en Rapel y Rancagua.  Siendo juvenil, en 1981,   ingresó en O'Higgins y fue cedido a préstamo el año 1982 al Club Cultural Doñihue de la Tercera División.  En Primera División debutó en 1983 jugando por O'Higgins, anotando el gol del triunfo  ante Regional Atacama, en Copiapó. Su primera campaña con notoriedad la brindó en la temporada 1985, donde convirtió 12 goles y se transformó por primera vez en goleador de la celeste, iniciando una trayectoria que lo tendría por largos años en el primer nivel futbolístico local.  En 1987 tuvo un paso por Cobreloa.
Luego del regresar por tres temporadas a O'Higgins, en 1991 rechazó fichar por Colo-Colo, firmando con Unión Española, donde marcó 22 goles en 30 partidos por el torneo oficial de 1991,lo que le sirvió para atraer el interés de Universidad Católica; sin embargo, tras la intervención de Jorge Vergara finalmente ficha en Colo-Colo, en donde se coronó como campeón de la Recopa Sudamericana, Copa Interamericana y se coronó como goleador del campeonato oficial de 1992.
Tras un paso por el fútbol mexicano defendiendo los colores de Morelia y Monterrey, y un segundo paso por el conjunto algo, en 1995 recaló en Palestino, donde se transformó nuevamente en goleador del torneo oficial. Su buen nivel le permitió firmar por Universidad Católica, en donde estuvo dos temporadas, coronándose como campeón del Apertura 1997.
En 1998 pasó a formar parte de Deportes Puerto Montt, donde jugo una temporada;para 1999 defendió los colores de Santiago Wanderers en la Primera B,el año 2000 defiende la camiseta wanderina en la Copa Apertura 2000,para el torneo oficial regreso a O'Higgins, donde se retiró a fines de la temporada 2001.

## Selección nacional
Seleccionado chileno entre 1988 y 1991, González formó parte del plantel que participó en la Copa América 1991, donde Chile logró el tercer puesto, más no disputó ningún minuto en la cita continental. Participó en total en 10 partidos, marcando un gol.

### Particpación en Juegos Panamericanos
| Juegos                             | Sede           | Resultado        |
| ---------------------------------- | -------------- | ---------------- |
| Panamericanos de Indianápolis 1987 | Estados Unidos | Medalla de Plata |

### Participaciones en Copa América
| Copa América      | Sede  | Resultado    |
| ----------------- | ----- | ------------ |
| Copa América 1991 | Chile | Tercer lugar |

### Partidos internacionales
| Partidos internacionales | Partidos internacionales | Partidos internacionales                                         | Partidos internacionales | Partidos internacionales | Partidos internacionales | Partidos internacionales | Partidos internacionales | Partidos internacionales | Partidos internacionales   |
| N.º                      | Fecha                    | Estadio                                                          | Local                    | Resultado                | Visitante                | Goles                    | Asistencias              | DT                       | Competición                |
| ------------------------ | ------------------------ | ---------------------------------------------------------------- | ------------------------ | ------------------------ | ------------------------ | ------------------------ | ------------------------ | ------------------------ | -------------------------- |
| 1                        | 6 de junio de 1988       | Bulldog Stadium, Fresno, Estados Unidos                          | Estados Unidos           | 0-3                      | Chile                    |                          |                          | Orlando Aravena          | Amistoso                   |
| 2                        | 25 de octubre de 1988    | Estadio Carlos Dittborn, Arica, Chile                            | Chile                    | 3-1                      | Perú                     |                          |                          | Orlando Aravena          | Copa del Pacífico 1988     |
| 3                        | 1 de noviembre de 1988   | Estadio Municipal, Concepción, Chile                             | Chile                    | 1-1                      | Uruguay                  |                          |                          | Orlando Aravena          | Copa Juan Pinto Durán 1988 |
| 4                        | 17 de octubre de 1990    | Estadio Nacional, Santiago, Chile                                | Chile                    | 0-0                      | Brasil                   |                          |                          | Arturo Salah             | Copa Expedito Teixeira     |
| 5                        | 8 de noviembre de 1990   | Estadio Estadual Jornalista Edgar Augusto Proença, Belém, Brasil | Brasil                   | 0-0                      | Chile                    |                          |                          | Arturo Salah             | Copa Expedito Teixeira     |
| 6                        | 22 de mayo de 1991       | Estadio Lansdowne Road, Dublín, Irlanda                          | Irlanda                  | 1-1                      | Chile                    |                          |                          | Arturo Salah             | Amistoso                   |
| 7                        | 30 de mayo de 1991       | Estadio Santa Laura, Santiago, Chile                             | Chile                    | 2-1                      | Uruguay                  | Anotado                  |                          | Arturo Salah             | Amistoso                   |
| 8                        | 19 de junio de 1991      | Estadio Modelo, Guayaquil, Ecuador                               | Ecuador                  | 2-1                      | Chile                    |                          |                          | Arturo Salah             | Amistoso                   |
| 9                        | 26 de junio de 1991      | Estadio Centenario, Montevideo, Uruguay                          | Uruguay                  | 2-1                      | Chile                    |                          |                          | Arturo Salah             | Amistoso                   |
| 10                       | 30 de junio de 1991      | Estadio Nacional, Santiago, Chile                                | Chile                    | 3-1                      | Ecuador                  |                          |                          | Arturo Salah             | Amistoso                   |
| Total                    | Total                    | Total                                                            | Presencias               | 10                       | Goles                    | 1                        |                          |                          |                            |

| Selección chilena | Selección chilena | Selección chilena |
| Año               | Partidos          | Goles             |
| ----------------- | ----------------- | ----------------- |
| 1988              | 3                 | 0                 |
| 1990              | 2                 | 0                 |
| 1991              | 5                 | 1                 |
| Total             | 10                | 1                 |

## Clubes
| Club                  | País   | Año       |
| --------------------- | ------ | --------- |
| Cultural Doñihue      | Chile  | 1982      |
| O'Higgins             | Chile  | 1983-1986 |
| Cobreloa              | Chile  | 1987      |
| O'Higgins             | Chile  | 1988-1990 |
| Unión Española        | Chile  | 1991      |
| Colo-Colo             | Chile  | 1992      |
| Morelia               | México | 1993      |
| Monterrey             | México | 1993      |
| Colo-Colo             | Chile  | 1994      |
| Monterrey             | México | 1994      |
| Palestino             | Chile  | 1995      |
| Universidad Católica  | Chile  | 1996-1997 |
| Deportes Puerto Montt | Chile  | 1998      |
| Santiago Wanderers    | Chile  | 1999-2000 |
| O'Higgins             | Chile  | 2000-2001 |

## Palmarés

### Torneos nacionales oficiales
| Título                          | Club                 | País  | Año    |
| ------------------------------- | -------------------- | ----- | ------ |
| Apertura de la Segunda División | O'Higgins            | Chile | 1986   |
| Primera División                | Universidad Católica | Chile | 1997-A |

### Torneos internacionales oficiales
| Título                            | Club (*)                     | País           | Año  |
| --------------------------------- | ---------------------------- | -------------- | ---- |
| Medalla de plata en Panamericanos | Selección de fútbol de Chile | Estados Unidos | 1987 |
| Recopa Sudamericana               | Colo-Colo                    | Chile          | 1992 |
| Copa Interamericana               | Colo-Colo                    | Chile          | 1992 |
| Recopa de la Concacaf             | Monterrey                    | México         | 1993 |

(*) Incluyendo la Selección

### Distinciones individuales
| Distinción                                                                    | Año  |
| ----------------------------------------------------------------------------- | ---- |
| Máximo Goleador de la Copa Chile (11 goles)                                   | 1984 |
| Máximo Goleador de la Copa Chile (13 goles)                                   | 1990 |
| Máximo Goleador de la Primera División de Chile (24 goles)                    | 1992 |
| Máximo Goleador de la Primera División de Chile (18 goles)                    | 1995 |
| Incluido en el equipo ideal del Siglo de O'Higgins en votación de los Hinchas | 1999 |